# Stay Free (稻葉浩志單曲)
〈Stay Free〉是日本音樂組合B'z的主唱稻葉浩志的歌曲。於2014年4月23日作為數位限定單曲由VERMILLION RECORDS發行。

## 概要
數位限定單曲3個月連續發行的第3彈，專輯『Singing Bird』的先行單曲。

## 收錄曲
1. (4:09)
編曲參加了德永曉人，在稻葉的單曲作品中是自「Wonderland」以來首次。
根據稻葉表示「若想變得自由，要能毫無防備地貿然出走。來自於對這種人的憧憬及尊敬所誕生的歌曲[原文 1]」。
MUSIC VIDEO由稻葉跨騎重機在高速公路上馳騁的影像所構成[1]。導演是大先琢磨[2]。

## 製作人員
- 稻葉浩志：主唱・作詞・作曲・編曲
- 德永曉人：編曲・貝斯
- 大賀好修：吉他
- Shane Gaalaas（日语：シェーン・ガラース）：爵士鼓
- 小野塚晃（日语：小野塚晃）：風琴

## 演唱會影像作品
- Koshi Inaba LIVE 2014 〜en-ball〜
- Koshi Inaba LIVE 2016 〜enIII〜

## 腳註
1. 1 2  北野創. . Mikiki. 淘兒唱片. 2014-06-12  [2019-10-16]. （原始内容存档于2019-10-15）.
2. ↑  . SEP,Inc.   [2019-10-16]. （原始内容存档于2018-09-30）.